# Lova (namn)
Lova är ett förnamn vanligtvis buret av kvinnor. Namnet är en kortform av Lovisa, och kan alternativt stavas med två "o", alltså som Loova, om än sällsynt. Det förekommer också som mansnamn, vilket dock är än mer sällsynt. 
Det finns 2 794 kvinnor som har förnamnet Lova. Av dessa har 2 348 namnet Lova som tilltalsnamn. Det finns 1 man som har förnamnet Lova. Det finns 2 kvinnor som har förnamnet Loova. Det finns ingen man som har namnet Loova som förnamn.
I den finlandssvenska namnsdagslängden har Lova namnsdag 25 augusti sedan 2020.